# Meredosia (Illinois)
Meredosia es una villa ubicada en el condado de Morgan en el estado estadounidense de Illinois. En el Censo de 2010 tenía una población de 1044 habitantes y una densidad poblacional de 463,32 personas por km².

## Geografía
Meredosia se encuentra ubicada en las coordenadas 39°49′53″N 90°33′26″O / 39.83139, -90.55722. Según la Oficina del Censo de los Estados Unidos, Meredosia tiene una superficie total de 2.25 km², de la cual 2.16 km² corresponden a tierra firme y (4.25%) 0.1 km² es agua.

## Demografía
Según el censo de 2010, había 1044 personas residiendo en Meredosia. La densidad de población era de 463,32 hab./km². De los 1044 habitantes, Meredosia estaba compuesto por el 98.85% blancos, el 0.48% eran afroamericanos, el 0.1% eran amerindios, el 0.1% eran asiáticos, el 0% eran isleños del Pacífico, el 0.1% eran de otras razas y el 0.38% pertenecían a dos o más razas. Del total de la población el 0.38% eran hispanos o latinos de cualquier origen.